# Coupe de France de hockey sur glace 2012-2013
Navigation
Coupe de France 2012 Coupe de France 2014
La saison 2012-2013 de la Coupe de France de hockey sur glace est la vingtième édition de cette compétition organisée par la Fédération française de hockey sur glace. La finale se joue au POPB de Paris le 17 février 2013.

## Présentation
La Coupe de France est jouée sous la forme d'une compétition à élimination directe, chaque rencontre devant déterminer un vainqueur. Si le score est à égalité à l'issue du temps réglementaire, une période de prolongation de dix minutes est jouée, suivie si nécessaire d'une séance de tirs au but. Chaque rencontre est déterminée par tirage au sort, celui-ci étant effectué par zone géographique jusqu'en huitièmes de finale. Si deux divisions séparent deux opposants, l'équipe évoluant dans l'échelon le plus bas accueille la partie.
Le calendrier de la coupe est le suivant :
- Premier tour : 6 octobre
- Seizièmes de finale : 23 et 24 octobre
- Huitièmes de finale : 20 novembre
- Quarts de finale : 19 décembre
- Demi-finales : 8 janvier
- Finale : 17 février

Quarante-cinq clubs prennent part à la Coupe de France 2012-2013.
| Tour                | Division | Division                                                                                            | Division | Division |
| Tour                | Ligue Magnus (LM) | Division 1 (D1)                                                                                     | Division 2 (D2) | Division 3 (D3) |
| ------------------- | --- | --------------------------------------------------------------------------------------------------- | --- | --- |
| Premier tour        | | Chevaliers du Lac d'Annecy Boxers de Bordeaux Coqs de Courbevoie HC Mont-Blanc Bélougas de Toulouse | Castors d'Asnières Élans de Champigny Éléphants de Chambéry Dogs de Cholet Peaux-Rouges d'Évry Comètes de Meudon Corsaires de Nantes Français volants de Paris Boucaniers de Toulon Remparts de Tours Bouquetins de Val-Vanoise | Aiglons de Besançon Gaulois de Châlons-en-Champagne L'Entente Deuil-Garges Dock's du Havre Marseille HC Griffes de l'ours d'Orcières Cormorans de Rennes Diables rouges de Valenciennes Caribous de Seine-et-Marne Jets de Viry-Châtillon |
| Seizièmes de finale | Gothiques d'Amiens Ducs d'Angers Diables rouges de Briançon Drakkars de Caen Chamois de Chamonix Ducs de Dijon Dauphins d'Épinal Rapaces de Gap Brûleurs de loups de Grenoble Pingouins de Morzine Scorpions de Mulhouse Dragons de Rouen Étoile noire de Strasbourg Ours de Villard-de-Lans | Orques d'Anglet Albatros de Brest Lions de Lyon Bisons de Neuilly-sur-Marne Phénix de Reims         | | |

## Premier tour
Le tirage au sort a lieu le 10 septembre durant un comité directeur de la FFHG. Prévu à la patinoire de Meudon-la-Forêt, la rencontre entre Meudon et Viry-Châtillon est relocalisée en raison d'un problème technique à la patinoire des Lacs de l'Essonne.
| 6 octobre 2012 | Nantes D2 | 1-3 (1-2, 0-1, 0-0) | D2 Cholet | Patinoire du Petit Port |

| Feuille de match | Feuille de match | Feuille de match | Feuille de match | Feuille de match |
| ---------------- | ---------------- | ---------------- | ---------------- | ---------------- |
|                  |                  |                  |                  |                  |
|                  |                  |                  |                  |                  |
|                  |                  |                  |                  |                  |
|                  |                  |                  |                  |                  |

| 6 octobre 2012 | Val Vanoise D2 | 14-3 (3-3, 3-0, 8-0) | D3 Orcières | Patinoire de Méribel |

| Feuille de match | Feuille de match | Feuille de match | Feuille de match | Feuille de match |
| ---------------- | ---------------- | ---------------- | ---------------- | ---------------- |
|                  |                  |                  |                  |                  |
|                  |                  |                  |                  |                  |
|                  |                  |                  |                  |                  |
|                  |                  |                  |                  |                  |

| 6 octobre 2012 | Meudon D2 | 9-0 (0-0, 3-0, 6-0) | D3 Viry | Patinoire des Lacs de l'Essonne |

| Feuille de match | Feuille de match | Feuille de match | Feuille de match | Feuille de match |
| ---------------- | ---------------- | ---------------- | ---------------- | ---------------- |
|                  |                  |                  |                  |                  |
|                  |                  |                  |                  |                  |
|                  |                  |                  |                  |                  |
|                  |                  |                  |                  |                  |

| 6 octobre 2012 | Rennes D3 | 4-12 (2-5, 0-2, 2-5) | D2 Tours | Le Blizz |

| Feuille de match | Feuille de match | Feuille de match | Feuille de match | Feuille de match |
| ---------------- | ---------------- | ---------------- | ---------------- | ---------------- |
|                  |                  |                  |                  |                  |
|                  |                  |                  |                  |                  |
|                  |                  |                  |                  |                  |
|                  |                  |                  |                  |                  |

| 6 octobre 2012 | Le Havre D3 | 4-6 (0-1, 2-2, 2-3) | D3 Châlons | Patinoire municipale |

| Feuille de match | Feuille de match | Feuille de match | Feuille de match | Feuille de match |
| ---------------- | ---------------- | ---------------- | ---------------- | ---------------- |
|                  |                  |                  |                  |                  |
|                  |                  |                  |                  |                  |
|                  |                  |                  |                  |                  |
|                  |                  |                  |                  |                  |

| 6 octobre 2012 | Toulouse-Blagnac D1 | 5-4 (pr) (2-2, 0-2, 2-0, 1-0) | D1 Bordeaux | Patinoire Jacques-Raynaud |

| Feuille de match | Feuille de match | Feuille de match | Feuille de match | Feuille de match |
| ---------------- | ---------------- | ---------------- | ---------------- | ---------------- |
|                  |                  |                  |                  |                  |
|                  |                  |                  |                  |                  |
|                  |                  |                  |                  |                  |
|                  |                  |                  |                  |                  |

| 6 octobre 2012 | Toulon D2 | 4-5 (1-0, 1-4, 2-1) | D3 Marseille | Patinoire de La Garde |

| Feuille de match | Feuille de match | Feuille de match | Feuille de match | Feuille de match |
| ---------------- | ---------------- | ---------------- | ---------------- | ---------------- |
|                  |                  |                  |                  |                  |
|                  |                  |                  |                  |                  |
|                  |                  |                  |                  |                  |
|                  |                  |                  |                  |                  |

| 6 octobre 2012 | Dammarie-lès-Lys D3 | 1-7 (0-4, 1-0, 0-3) | D2 Asnières | Patinoire de la Cartonnerie |

| Feuille de match | Feuille de match | Feuille de match | Feuille de match | Feuille de match |
| ---------------- | ---------------- | ---------------- | ---------------- | ---------------- |
|                  |                  |                  |                  |                  |
|                  |                  |                  |                  |                  |
|                  |                  |                  |                  |                  |
|                  |                  |                  |                  |                  |

| 6 octobre 2012 | Valenciennes D3 | 1-8 (1-2, 0-4, 0-2) | D3 Deuil-Garges | Patinoire Valigloo |

| Feuille de match | Feuille de match | Feuille de match | Feuille de match | Feuille de match |
| ---------------- | ---------------- | ---------------- | ---------------- | ---------------- |
|                  |                  |                  |                  |                  |
|                  |                  |                  |                  |                  |
|                  |                  |                  |                  |                  |
|                  |                  |                  |                  |                  |

| 6 octobre 2012 | Français Volants D2 | 4-2 (0-0, 1-2, 3-0) | D2 Évry | POPB |

| Feuille de match | Feuille de match | Feuille de match | Feuille de match | Feuille de match |
| ---------------- | ---------------- | ---------------- | ---------------- | ---------------- |
|                  |                  |                  |                  |                  |
|                  |                  |                  |                  |                  |
|                  |                  |                  |                  |                  |
|                  |                  |                  |                  |                  |

| 6 octobre 2012 | Courbevoie D1 | 7-4 (3-1, 1-2, 3-1) | D2 Champigny | Patinoire municipale |

| Feuille de match | Feuille de match | Feuille de match | Feuille de match | Feuille de match |
| ---------------- | ---------------- | ---------------- | ---------------- | ---------------- |
|                  |                  |                  |                  |                  |
|                  |                  |                  |                  |                  |
|                  |                  |                  |                  |                  |
|                  |                  |                  |                  |                  |

| 6 octobre 2012 | Annecy D1 | 7-6 (3-1, 1-3, 3-2) | D1 Mont-Blanc | Complexe Jean Régis |

| Feuille de match | Feuille de match | Feuille de match | Feuille de match | Feuille de match |
| ---------------- | ---------------- | ---------------- | ---------------- | ---------------- |
|                  |                  |                  |                  |                  |
|                  |                  |                  |                  |                  |
|                  |                  |                  |                  |                  |
|                  |                  |                  |                  |                  |

| 6 octobre 2012 | Chambéry D2 | 18-1 (5-1, 5-0, 8-0) | D3 Besançon | Patinoire de Chambéry métropôle |

| Feuille de match | Feuille de match | Feuille de match | Feuille de match | Feuille de match |
| ---------------- | ---------------- | ---------------- | ---------------- | ---------------- |
|                  |                  |                  |                  |                  |
|                  |                  |                  |                  |                  |
|                  |                  |                  |                  |                  |
|                  |                  |                  |                  |                  |

## Seizièmes de finale
Le tirage au sort a lieu le 13 octobre à la Patinoire de la Barre d'Anglet durant le match de Division 1 entre l'Anglet Hormadi Élite et les Aigles de Nice.
| 23 octobre 2012 | Mulhouse LM | 2-7 (1-3, 1-2, 0-2) | LM Épinal | Patinoire de l'Illberg |

| Feuille de match | Feuille de match | Feuille de match | Feuille de match | Feuille de match |
| ---------------- | ---------------- | ---------------- | ---------------- | ---------------- |
|                  |                  |                  |                  |                  |
|                  |                  |                  |                  |                  |
|                  |                  |                  |                  |                  |
|                  |                  |                  |                  |                  |

| 23 octobre 2012 | Toulouse D1 | 1-5 (0-0, 0-3, 1-2) | D1 Anglet | Patinoire Jacques-Raynaud |

| Feuille de match | Feuille de match | Feuille de match | Feuille de match | Feuille de match |
| ---------------- | ---------------- | ---------------- | ---------------- | ---------------- |
|                  |                  |                  |                  |                  |
|                  |                  |                  |                  |                  |
|                  |                  |                  |                  |                  |
|                  |                  |                  |                  |                  |

| 23 octobre 2012 | Dijon LM | 16-1 (7-1, 6-0, 3-0) | D1 Annecy | Patinoire Trimolet |

| Feuille de match | Feuille de match | Feuille de match | Feuille de match | Feuille de match |
| ---------------- | ---------------- | ---------------- | ---------------- | ---------------- |
|                  |                  |                  |                  |                  |
|                  |                  |                  |                  |                  |
|                  |                  |                  |                  |                  |
|                  |                  |                  |                  |                  |

| 23 octobre 2012 | Courbevoie D1 | 2-9 (0-5, 0-2, 2-2) | LM Rouen | Patinoire municipale de Courbevoie |

| Feuille de match | Feuille de match                                           | Feuille de match                            | Feuille de match | Feuille de match |
| ---------------- | ---------------------------------------------------------- | ------------------------------------------- | --- | ---------------- |
|                  | - Rubin (Gadoury) SN, 40 min 50 s - Gadoury, 58 min 02 s - | 0-1 0-2 0-3 0-4 0-5 0-6 0-7 1-7 1-8 2-8 2-9 | 3 min 52 s, Salmivirta (Castonguay 5 min 07 s, Fredriksson (Åkerman) 6 min 13 s, Štefanka (Gutierrez, Rech) 6 min 22 s, Benoît (Castonguay) 8 min 14 s, Desrosiers (Guénette, Thinel) 20 min 37 s, Salmivirta (Desrosiers, Thinel) SN 26 min 30 s, Štefanka (Gutierrez, Castonguay) SN - 44 min 25 s, Rech (Gutierrez, Štefanka) - 59 min 22 s, Rech (Joly, Janil) |                  |
| Jure Verlic      | Gardiens                                                   | Fabrice Lhenry                              | |                  |
|                  |                                                            |                                             | |                  |
|                  |                                                            |                                             | |                  |

| 23 octobre 2012 | Strasbourg LM | 8-5 (3-0, 1-5, 4-0) | D1 Neuilly sur Marne | Patinoire Iceberg |

| Feuille de match | Feuille de match | Feuille de match | Feuille de match | Feuille de match |
| ---------------- | ---------------- | ---------------- | ---------------- | ---------------- |
|                  |                  |                  |                  |                  |
|                  |                  |                  |                  |                  |
|                  |                  |                  |                  |                  |
|                  |                  |                  |                  |                  |

| 23 octobre 2012 | Tours D2 | 3-7 (1-4, 1-1, 1-2) | LM Angers | Patinoire de Tours |

| Feuille de match | Feuille de match | Feuille de match | Feuille de match | Feuille de match |
| ---------------- | ---------------- | ---------------- | ---------------- | ---------------- |
|                  |                  |                  |                  |                  |
|                  |                  |                  |                  |                  |
|                  |                  |                  |                  |                  |
|                  |                  |                  |                  |                  |

| 23 octobre 2012 | Brest D1 | 1-0 (0-0, 1-0, 0-0) | D2 Cholet | Rinkla Stadium |

| Feuille de match | Feuille de match | Feuille de match | Feuille de match | Feuille de match |
| ---------------- | ---------------- | ---------------- | ---------------- | ---------------- |
|                  |                  |                  |                  |                  |
|                  |                  |                  |                  |                  |
|                  |                  |                  |                  |                  |
|                  |                  |                  |                  |                  |

| 23 octobre 2012 | Châlons D3 | 1-20 (0-5, 1-6, 0-9) | D1 Reims | Patinoire Cités Glace |

| Feuille de match | Feuille de match | Feuille de match | Feuille de match | Feuille de match |
| ---------------- | ---------------- | ---------------- | ---------------- | ---------------- |
|                  |                  |                  |                  |                  |
|                  |                  |                  |                  |                  |
|                  |                  |                  |                  |                  |
|                  |                  |                  |                  |                  |

| 23 octobre 2012 | Morzine-Avoriaz LM | 7-4 (2-2, 1-1, 4-1) | LM Chamonix | Škoda Arena |

| Feuille de match | Feuille de match | Feuille de match | Feuille de match | Feuille de match |
| ---------------- | ---------------- | ---------------- | ---------------- | ---------------- |
|                  |                  |                  |                  |                  |
|                  |                  |                  |                  |                  |
|                  |                  |                  |                  |                  |
|                  |                  |                  |                  |                  |

| 23 octobre 2012 | Gap LM | 3-4 (TB) (0-1, 3-1, 0-1, 0-0, 0-1) | LM Grenoble | Patinoire Brown-Ferrand |

| Feuille de match | Feuille de match | Feuille de match | Feuille de match | Feuille de match |
| ---------------- | ---------------- | ---------------- | ---------------- | ---------------- |
|                  |                  |                  |                  |                  |
|                  |                  |                  |                  |                  |
|                  |                  |                  |                  |                  |
|                  |                  |                  |                  |                  |

| 23 octobre 2012 | Meudon D2 | 1-9 (0-4, 1-5, 0-0) | LM Amiens | Patinoire de Meudon |

| Feuille de match | Feuille de match | Feuille de match | Feuille de match | Feuille de match |
| ---------------- | ---------------- | ---------------- | ---------------- | ---------------- |
|                  |                  |                  |                  |                  |
|                  |                  |                  |                  |                  |
|                  |                  |                  |                  |                  |
|                  |                  |                  |                  |                  |

| 23 octobre 2012 | Val Vanoise D2 | 1-10 (1-5, 0-4, 0-1) | LM Villard de Lans | Patinoire de Courchevel |

| Feuille de match | Feuille de match | Feuille de match | Feuille de match | Feuille de match |
| ---------------- | ---------------- | ---------------- | ---------------- | ---------------- |
|                  |                  |                  |                  |                  |
|                  |                  |                  |                  |                  |
|                  |                  |                  |                  |                  |
|                  |                  |                  |                  |                  |

| 23 octobre 2012 | Marseille D3 | 0-14 (0-5, 0-4, 0-5) | LM Briançon | Palais omnisports Marseille Grand Est 408 spectateurs |

| Feuille de match | Feuille de match | Feuille de match                                             | Feuille de match | Feuille de match                     |
| ---------------- | ---------------- | ------------------------------------------------------------ | --- | ------------------------------------ |
|                  |                  | 0-1 0-2 0-3 0-4 0-5 0-6 0-7 0-8 0-9 0-10 0-11 0-12 0-13 0-14 | 5 min 19 s, Bernier (Labrecque, Milovanovič) SN 5 min 59 s, Jokinen (Sivic, Korenko) 9 min 31 s, Trabichet (Jokinen, Bourgaut) 10 min 32 s, Lafrance (Labrecque, Bernier) 18 min 03 s, Golicic (Sivic) 26 min 33 s, Bernier (Labrecque, Lafrance) 30 min 04 s, Lafrance (Milovanovic, Bernier) 37 min 23 s, Frecon (Bourgaut, Jokinen) 38 min 17 s, Bernier (Lafrance, Labrecque) 40 min 22 s, Bourgaut (Frecon, Wysopal) IN 48 min 48 s, Jokinen (Frecon, Bourgaut) 49 min 27 s, Lampérier (Golicic, Sivic) 50 min 16 s, Lampérier (Sivic) 52 min 34 s, Bernier (Lafrance, Labrecque) | Arbitrage : Mendlowictz Popa Salicio |
| Mathias Aman     | Gardiens         | Aurélien Bertrand                                            | | Arbitrage : Mendlowictz Popa Salicio |
| 4 min            | Pénalités        | 2 min                                                        | | Arbitrage : Mendlowictz Popa Salicio |
|                  |                  |                                                              | | Arbitrage : Mendlowictz Popa Salicio |

| 23 octobre 2012 | Deuil-Garges D3 | 3-7 (0-1, 1-3, 2-3) | D2 Français Volants | Patinoire de Deuil-la-Barre |

| Feuille de match | Feuille de match | Feuille de match | Feuille de match | Feuille de match |
| ---------------- | ---------------- | ---------------- | ---------------- | ---------------- |
|                  |                  |                  |                  |                  |
|                  |                  |                  |                  |                  |
|                  |                  |                  |                  |                  |
|                  |                  |                  |                  |                  |

| 24 octobre 2012 | Asnières D2 | 1-4 (0-2, 0-0, 1-2) | LM Caen | Patinoire des Courtilles |

| Feuille de match | Feuille de match | Feuille de match | Feuille de match | Feuille de match |
| ---------------- | ---------------- | ---------------- | ---------------- | ---------------- |
|                  |                  |                  |                  |                  |
|                  |                  |                  |                  |                  |
|                  |                  |                  |                  |                  |
|                  |                  |                  |                  |                  |

| 24 octobre 2012 | Chambéry D2 | 4-7 (1-0, 3-3, 0-4) | D1 Lyon | Patinoire Buisson Rond |

| Feuille de match | Feuille de match | Feuille de match | Feuille de match | Feuille de match |
| ---------------- | ---------------- | ---------------- | ---------------- | ---------------- |
|                  |                  |                  |                  |                  |
|                  |                  |                  |                  |                  |
|                  |                  |                  |                  |                  |
|                  |                  |                  |                  |                  |

## Huitièmes de finale
Le tirage au sort des huitièmes de finale a lieu le 30 octobre lors du quart de finale aller de la Coupe de la Ligue entre Amiens et Rouen.
| 20 novembre 2012 | Briançon LM | 7-2 (4-0, 1-1, 2-1) | LM Morzine-Avoriaz | Patinoire René Froger 791 spectateurs |

| Feuille de match | Feuille de match | Feuille de match                    | Feuille de match                                                            | Feuille de match                              |
| ---------------- | --- | ----------------------------------- | --------------------------------------------------------------------------- | --------------------------------------------- |
|                  | 6 min 50 s, Trabichet (Šivic, Labrecque) 8 min 01 s, Bourgaut (Di Dio Balsamo, Rohat) 9 min 52 s, Bernier (Šivic, Labrecque) 15 min 32 s, Goličič (Wysopal, Labrecque) 24 min 29 s, Labrecque (Bernier, Wysopal) double SN 41 min 03 s, Bernier (Goličič, Labrecque) SN 57 min 20 s, Wysopal IN | 1-0 2-0 3-0 4-0 5-0 5-1 6-1 7-1 7-2 | 34 min 09 s, Doucet (Szabo, Lehéricey) 59 min 51 s, Reeder (Doucet, Jestin) | Arbitrage : B. Colléoni M. Barbez F. Peurière |
| Ronan Quemener   | Gardiens | Frédéric Dorthe                     |                                                                             | Arbitrage : B. Colléoni M. Barbez F. Peurière |
| 11 min           | Pénalités | 22 min                              |                                                                             | Arbitrage : B. Colléoni M. Barbez F. Peurière |
|                  | |                                     |                                                                             | Arbitrage : B. Colléoni M. Barbez F. Peurière |

| 20 novembre 2012 | Amiens LM | 10-2 (2-1, 3-1, 5-0) | D1 Brest |  |

| Feuille de match | Feuille de match | Feuille de match | Feuille de match | Feuille de match |
| ---------------- | ---------------- | ---------------- | ---------------- | ---------------- |
|                  |                  |                  |                  |                  |
|                  |                  |                  |                  |                  |
|                  |                  |                  |                  |                  |
|                  |                  |                  |                  |                  |

| 20 novembre 2012 | Épinal LM | 2-7 (0-1, 0-4, 2-2) | LM Dijon |  |

| Feuille de match | Feuille de match | Feuille de match | Feuille de match | Feuille de match |
| ---------------- | ---------------- | ---------------- | ---------------- | ---------------- |
|                  |                  |                  |                  |                  |
|                  |                  |                  |                  |                  |
|                  |                  |                  |                  |                  |
|                  |                  |                  |                  |                  |

| 20 novembre 2012 | Villard-de-Lans LM | 4-1 (2-0, 0-0, 2-1) | LM Strasbourg |  |

| Feuille de match | Feuille de match | Feuille de match | Feuille de match | Feuille de match |
| ---------------- | ---------------- | ---------------- | ---------------- | ---------------- |
|                  |                  |                  |                  |                  |
|                  |                  |                  |                  |                  |
|                  |                  |                  |                  |                  |
|                  |                  |                  |                  |                  |

| 20 novembre 2012 | Angers LM | 6-0 (1-0, 3-0, 2-0) | LM Caen |  |

| Feuille de match | Feuille de match | Feuille de match | Feuille de match | Feuille de match |
| ---------------- | ---------------- | ---------------- | ---------------- | ---------------- |
|                  |                  |                  |                  |                  |
|                  |                  |                  |                  |                  |
|                  |                  |                  |                  |                  |
|                  |                  |                  |                  |                  |

| 20 novembre 2012 | Rouen LM | 7-1 (2-0, 1-0, 4-1) | D1 Reims | Île Lacroix 2 312 spectateurs |

| Feuille de match | Feuille de match | Feuille de match                | Feuille de match                  | Feuille de match                                        |
| ---------------- | --- | ------------------------------- | --------------------------------- | ------------------------------------------------------- |
|                  | Fredriksson (Guénette, Thinel) SN, 8 min 24 s Gutierrez (Lahesalu) SN, 15 min 16 s Fredriksson (Åkerman, Castonguay) SN, 27 min 05 s Rech (Janil) SN, 41 min 17 s Benoît (Rech, Castonguay), 44 min 35 s Fredriksson (Joly, Thinel), 47 min 34 s Rech (Gutierrez, Štefanka) SN, 56 min 06 s - | 1-0 2-0 3-0 4-0 5-0 6-0 7-0 7-1 | - 57 min 14 s, Kadic (Hordelalay) | Arbitrage : Jérémy Rauline Thomas Caillot Maxime Durand |
| Ylönen           | Gardiens | Kubis                           |                                   | Arbitrage : Jérémy Rauline Thomas Caillot Maxime Durand |
| 26 min           | Pénalités | 50 min                          |                                   | Arbitrage : Jérémy Rauline Thomas Caillot Maxime Durand |
|                  | |                                 |                                   | Arbitrage : Jérémy Rauline Thomas Caillot Maxime Durand |

| 20 novembre 2012 | Lyon D1 | 3-5 (1-2, 1-1, 1-2) | LM Grenoble |  |

| Feuille de match | Feuille de match | Feuille de match | Feuille de match | Feuille de match |
| ---------------- | ---------------- | ---------------- | ---------------- | ---------------- |
|                  |                  |                  |                  |                  |
|                  |                  |                  |                  |                  |
|                  |                  |                  |                  |                  |
|                  |                  |                  |                  |                  |

| 20 novembre 2012 | Anglet D1 | 5-2 (2-1, 1-1, 2-0) | D2 Français Volants |  |

| Feuille de match | Feuille de match | Feuille de match | Feuille de match | Feuille de match |
| ---------------- | ---------------- | ---------------- | ---------------- | ---------------- |
|                  |                  |                  |                  |                  |
|                  |                  |                  |                  |                  |
|                  |                  |                  |                  |                  |
|                  |                  |                  |                  |                  |

## Quarts de finale
Le tirage au sort des quarts de finale a lieu le 24 novembre lors de la rencontre de Ligue Magnus entre Grenoble et Chamonix.
| 19 décembre 2012 | Grenoble LM | 10-4 (3-1, 4-2, 3-1) | LM Amiens |  |

| Feuille de match | Feuille de match | Feuille de match | Feuille de match | Feuille de match |
| ---------------- | ---------------- | ---------------- | ---------------- | ---------------- |
|                  |                  |                  |                  |                  |
|                  |                  |                  |                  |                  |
|                  |                  |                  |                  |                  |
|                  |                  |                  |                  |                  |

| 19 décembre 2012 | Villard-de-Lans LM | 2-5 (1-1, 0-3, 1-1) | LM Rouen | Patinoire André Ravix 280 spectateurs |

| Feuille de match | Feuille de match                                                                              | Feuille de match            | Feuille de match | Feuille de match |
| ---------------- | --------------------------------------------------------------------------------------------- | --------------------------- | --- | ---------------- |
|                  | - Couture (Eriksson, Canzanello) (SN) — 19 min 20 s - Scarlato (Aubert, Roehl) — 41 min 4 s - | 0-1 1-1 1-2 1-3 1-4 2-4 2-5 | 1 min 1 s — Rech (Aubé, Desrosiers) - 27 min 25 s — Guénette (Thinel, Fredriksson) 36 min 38 s — Fredriksson (Guénette, Thinel) 38 min 42 s — Guénette (Desrosiers, Åkerman) (SN) - 59 min 38 s — Åkerman (Desrosiers) (SN) |                  |
| Jeff Lerg        | Gardiens                                                                                      | Fabrice Lhenry              | |                  |
| 14 min           | Pénalités                                                                                     | 18 min                      | |                  |
|                  |                                                                                               |                             | |                  |

| 19 décembre 2012 | Angers LM | 7-1 (0-1, 3-0, 4-0) | D1 Anglet |  |

| Feuille de match | Feuille de match | Feuille de match | Feuille de match | Feuille de match |
| ---------------- | ---------------- | ---------------- | ---------------- | ---------------- |
|                  |                  |                  |                  |                  |
|                  |                  |                  |                  |                  |
|                  |                  |                  |                  |                  |
|                  |                  |                  |                  |                  |

| 19 décembre 2012 | Dijon LM | 2-5 (1-2, 1-2, 0-1) | LM Briançon | Patinoire Trimolet |

| Feuille de match | Feuille de match                              | Feuille de match            | Feuille de match | Feuille de match                         |
| ---------------- | --------------------------------------------- | --------------------------- | --- | ---------------------------------------- |
|                  | 9 min 46 s - Vas (Skinnars) 37 min 43 s - Vas | 0-1 1-1 1-2 1-3 1-4 2-4 2-5 | 5 min 52 s - Jokinen (Šivic, Lampérier) SN 10 min 29 s - Lafrance (Goličič) SN 22 min 54 s - Šivic (Bernier, Lafrance) 29 min 26 s - Labrecque 58 min 30 s - Lampérier (Korenko) cage vide | Arbitrage : N. Barbez P. Dehaen Y. Furet |
| Kai Tillanen     | Gardiens                                      | Ronan Quemener              | | Arbitrage : N. Barbez P. Dehaen Y. Furet |
| 10 min           | Pénalités                                     | 28 min                      | | Arbitrage : N. Barbez P. Dehaen Y. Furet |
|                  |                                               |                             | | Arbitrage : N. Barbez P. Dehaen Y. Furet |

## Demi-finales
Le tirage au sort des demi-finales a lieu le 26 décembre lors de la finale de coupe de la ligue disputée à la Patinoire de Méribel et qui oppose les Dragons de Rouen et les Ducs d'Angers.
| 8 janvier 2013 | Briançon | 4-1 (0-1, 3-0, 1-0) | Grenoble | Patinoire René-Froger 1 924 spectateurs |

| Feuille de match | Feuille de match | Feuille de match    | Feuille de match                            | Feuille de match                                            |
| ---------------- | --- | ------------------- | ------------------------------------------- | ----------------------------------------------------------- |
|                  | 22 min 19 s - Frecon (Chakiachvili, Rohat) 34 min 39 s - Lampérier (Šivic, Milovanovič) SN 34 min 8 s - Lafrance (Chakiachvili, Korenko) 47 min 49 s - Goličič (Lampérier) | 0-1 1-1 2-1 3-1 4-1 | 17 min 7 s - Arrossamena (Joffre, Mc Grane) | Arbitrage : J. Bergamelli A. Hauchart G. Gielly D. Courgeon |
| Ronan Quemener   | Gardiens | Sébastien Raibon    |                                             | Arbitrage : J. Bergamelli A. Hauchart G. Gielly D. Courgeon |
| 12 min           | Pénalités | 12 min              |                                             | Arbitrage : J. Bergamelli A. Hauchart G. Gielly D. Courgeon |
|                  | |                     |                                             | Arbitrage : J. Bergamelli A. Hauchart G. Gielly D. Courgeon |

| 8 janvier 2013 | Rouen | 0-3 (0-1, 0-1, 0-1) | Angers | Ile Lacroix |

| Feuille de match | Feuille de match | Feuille de match | Feuille de match | Feuille de match |
| ---------------- | ---------------- | ---------------- | ---------------- | ---------------- |
|                  |                  | 0-1 0-2 0-3      |                  |                  |
|                  |                  |                  |                  |                  |
|                  |                  |                  |                  |                  |
|                  |                  |                  |                  |                  |

## Finale
| 17 février 2013 | Angers | 1-2 (0-1, 1-1, 0-0) | Briançon | POPB, Paris 13 354 spectateurs |

| Feuille de match | Feuille de match                         | Feuille de match | Feuille de match                                                                       | Feuille de match                            |
| ---------------- | ---------------------------------------- | ---------------- | -------------------------------------------------------------------------------------- | ------------------------------------------- |
|                  | 26 min 49 s, Henderson (Hébert, Mihalik) | 0-1 0-2 1-2      | 14 min 43 s, Bernier (Sivic, Labrecque) SN 23 min 13 s, Lafrance (Bernier, Golicic) SN | Arbitrage : Bourreau Colleoni Dehaen Gielly |
| Florian Hardy    | Gardiens                                 | Ronan Quemener   |                                                                                        | Arbitrage : Bourreau Colleoni Dehaen Gielly |
| 14 min           | Pénalités                                | 8 min            |                                                                                        | Arbitrage : Bourreau Colleoni Dehaen Gielly |
| 31               | Tirs                                     | 21               |                                                                                        | Arbitrage : Bourreau Colleoni Dehaen Gielly |

- Meilleur joueur du match : Ronan Quemener (Briançon).

| Numéro | Nom                     | Nationalité | Poste |
| ------ | ----------------------- | ----------- | ----- |
| -      | Jay Varady              |             | E     |
|        |                         |             |       |
| 49     | Florian Hardy           |             | G     |
| 37     | Alexis Neau             |             | G     |
| 3      | Pavol Mihálik           |             | D     |
| 6      | Michael Busto           |             | D     |
| 7      | Jeff May                |             | D     |
| 13     | Charlie Doyle           |             | D     |
| 35     | Paul Bahain             |             | D     |
| 40     | Jonathan Harty          |             | D     |
| 42     | Michael Steiner         |             | D     |
| 77     | Étienne Chiappino       |             | D     |
| 85     | Gary Lévèque            |             | D     |
| 9      | Éric Fortier            |             | A     |
| 11     | Robin Gaborit           |             | A     |
| 12     | Nicolas Hébert          |             | A     |
| 14     | Marc Bélanger (A)       |             | A     |
| 18     | Julien Albert (A)       |             | A     |
| 22     | Brian Henderson         |             | A     |
| 26     | Braden Walls            |             | A     |
| 45     | Jonathan Bellemare (C)  |             | A     |
| 50     | Cody Campbell           |             | A     |
| 56     | Tomáš Balúch            |             | A     |
| 71     | Marcello Ranallo        |             | A     |
| -      | Juho Jokinen            |             | A     |
| 91     | Gaspard Nalliod-Izacard |             | A     |
| 96     | Valentin Michel         |             | A     |

| Numéro | Nom                    | Nationalité | Poste |
| ------ | ---------------------- | ----------- | ----- |
| -      | Antoine Lucien Basile  |             | E     |
|        |                        |             |       |
| 33     | Ronan Quemener         |             | G     |
| 39     | Aurélien Bertrand      |             | G     |
| 3      | Pierre Crinon          |             | D     |
| 5      | Viktor Szélig (A)      |             | D     |
| 8      | Brett Wysopal          |             | D     |
| 51     | Jakob Milovanovič      |             | D     |
| 57     | Teddy Trabichet (A)    |             | D     |
| 62     | Florian Chakiachvili   |             | D     |
| 79     | Michal Korenko         |             | D     |
| 7      | Thybaud Rouillard      |             | A     |
| 10     | Peter Bourgaut         |             | A     |
| 11     | Matthieu Frecon        |             | A     |
| 23     | Cédric Di Dio Balsamo  |             | A     |
| 24     | Mitja Šivic            |             | A     |
| 25     | Olli Jokinen           |             | A     |
| 27     | Loïc Lampérier         |             | A     |
| 38     | Boštjan Goličič        |             | A     |
| 41     | Marc-André Bernier (C) |             | A     |
| 56     | David Labrecque        |             | A     |
| 75     | Teemu Linkomaa         |             | A     |
| 85     | Sébastien Rohat        |             | A     |
| 89     | Toby Lafrance          |             | A     |

## Nombre d'équipes par division et par tour
|                       | Premier tour | Seizièmes de finale | Huitièmes de finale | Quarts de finale | Demi- finales | Finale |
| Ligue Magnus 14 clubs | Exempts      | 14                  | 11                  | 7                | 4             | 2      |
| Division 1 10 clubs   | 5            | 8                   | 4                   | 1                | -             | -      |
| Division 2 11 clubs   | 11           | 7                   | 1                   | -                | -             | -      |
| Division 3 10 clubs   | 10           | 3                   | -                   | -                | -             | -      |
| Totaux                | 26           | 32                  | 16                  | 8                | 4             | 2      |